# Mera iracionalnosti
Mera iracionalnosti (eksponent iracionalnosti, aproksimacijski eksponent ali  Liouville-Rothova konstanta) realnega števila x je v teoriji števil mera kako »dobri« racionalni približki zanj obstajajo. S posplošitvijo Liouvillovih števil namesto poljubnega n v potenci q obstaja najmanjša zgornja meja množice takšnih realnih števil μ, da velja:
{\displaystyle 0<\left|x-{\frac {p}{q}}\right|<{\frac {1}{q^{\mu }}}\!\,}
za neskončno mnogo celoštevilskih parov (p, q) pri q > 0. Ta najmanjša zgornja meja je po definiciji mera iracionalnosti števila x. Za poljubno vrednost μ, manjšo od te zgornje meje, da neskončna množica vseh racionalnih števil p/q, za katera zgornja neenakost velja, približek števila x. Ali obratno, če je μ večja od zgornje meje, obstaja vsaj končno mnogo parov (p, q) pri q > 0, za katera neenakost velja. Zato nasprotna neenakost velja za vse večje vrednosti q. Če za dano mero iracionalnosti μ realnega števila x, kadar racionalni približek x ≅ p/q, p,q ∈ N da n + 1 točnih desetiških števk, velja:
{\displaystyle {\frac {1}{10^{n}}}\geq \left|x-{\frac {p}{q}}\right|\geq {\frac {1}{q^{\mu }}}\!\,,}
razen za največ končno mnogo »srečnih« parov (p, q).
Za racionalno število α je mera iracionalnosti enaka μ(α) = 1, oziroma zanje po definicije ne obstaja. Če sta za poljubno število dani dve meri iracionalnosti, je manjša bolj točna, saj kaže, da je število »dlje« od racionalnih števil. Thue-Siegel-Rothov izrek pravi, da, če je α algebrsko število, realno, vendar ne racionalno, je μ(α) = 2.
Skoraj vsa števila imajo mero iracionalnosti enako 2.
Transcendentna števila imajo mero iracionalnosti enako 2 ali večjo. Za vse {\displaystyle x\in \mathbb {R} \setminus \mathbb {Q} \,} neenakost {\displaystyle \mu (x)\geq 2\,} velja in da najmanjšo možno vrednost. Neenakost sledi iz Dirichletovega načela: za vsako celo število {\displaystyle n>1\,} so ulomljeni deli {\displaystyle \{qx\},0\leq q<n\,} skupaj s številom 1, <{\displaystyle n+1\,} realna števila v intervalu [0,1], zato mora biti razdalja med dvema manjša ali enaka {\displaystyle 1/n\,}. Njuna razlika ima obliko {\displaystyle qx-p\,}, tako da velja {\displaystyle x-p/q<1/nq<1/q^{2}\,}. Bolj eksplicitne konstrukcije racionalnih približkov so dane z verižnimi ulomki. Periodičnost verižnih ulomkov kvadratnih iracionalnih števil nakazuje, da je njihova mera iracionalnosti identično enaka 2. To dejstvo je posplošil Liouville leta 1844, ko je pokazal na prvi praktični kriterij konstrukcije transcendentnih števil. Transcendentno število e ima na primer μ(e) = 2. Prav tako na primer število zlatega reza μ(Φ) = 2. Mera iracionalnosti števila π je enaka 7,60630853 ali manj. Alekseyev je leta 2011 pokazal, da je vprašanje konvergence vrste Flint Hill:
{\displaystyle \sum _{n=1}^{\infty }{\frac {1}{n^{3}\sin ^{2}n}}\!\,}
povezano z mero iracionalnosti za π, in še posebej, da iz konvergence vrste sledi mera iracionalnosti μ(π) ≤ 5/2. Meri iracionalnosti ln 2 in ln 3 sta: μ(ln 2) < 3,57455391 in μ(ln 3) < 5,125.
Liouvillova števila so točno tista števila katerih mera iracionalnosti je enaka neskončnosti.